# Російський імперський рух
Російський імперський рух (рос. Русское имперское движение) — терористична організація, позиціонує себе як «російську православну національно-патріотичну і монархічну організацію».

## Мета та ідеологія
Метою організації є відновлення самодержавної монархії в Росії та оголошення країни моноетнічною державою.
Рух класифікує як «російський народ» росіян, українців і білорусів. США внесли організацію до списку терористичних організацій.

## Структура
Організація має свої відділення в Санкт-Петербурзі, Москві та Нижньому Новгороді.

## Лідери
Лідери руху Станіслав Воробйов, Денис Гарієв та Микола Трущалов визнані США як терористи.

## Діяльність
Організація відкрито набирала бійців для терористичних угрупувань так званих ДНР та ЛНР.
Військове крило організації, «Імперський легіон», проводить навчання з бойових мистецтв та іншу бойову підготовку.

## Санкції
«Русское Имперское Движение» визнане як терористична організація Американським антитерористичним бюро (6 квітня 2020), а також додане до списку терористичних організацій у додатку до Кримінального кодексу Канади (3 лютого 2021)